# Jack Baldwin (chimiste)
Pour les articles homonymes, voir Baldwin.
Jack Edward Baldwin (8 août 1938 - 5 janvier 2020) est un chimiste britannique. Il est professeur Waynflete de chimie à l'université d'Oxford (1978–2005 et directeur de la chimie organique à Oxford.

## Éducation
Baldwin est le deuxième fils de Frederick CN Baldwin et Olive F Headland. Il fait ses études à la Brighton Grammar School et à la Lewes County Grammar School. Il fréquente l'Imperial College de Londres (BSc, DIC, PhD) . Il obtient son doctorat, travaillant sous la direction de Derek Barton, lauréat du prix Nobel  qui le décrit comme son meilleur élève .

## Carrière et recherche
Après quatre ans au sein du personnel de l'Imperial College, Baldwin part aux États-Unis: d'abord à l'université d'État de Pennsylvanie en 1967, puis au MIT en 1970 où il publie son travail le plus important - les Règles de Baldwin pour les réactions de fermeture d'anneau. C'est aussi là que Baldwin rencontre sa future épouse, Christine Louise Franchi; ils se marient en 1977. En 1978, il s'installe à Oxford pour prendre la tête du laboratoire Dyson Perrins, où il modernise ses installations et révolutionne le type de travail effectué, tout en établissant des liens entre la chimie organique et la recherche biologique fondamentale. Le laboratoire ferme officiellement ses portes en 2003, mais son groupe part dans le nouveau centre de recherche, le laboratoire de recherche en chimie sur Mansfield Road.
L'une des passions de Baldwin est de découvrir comment la nature fabrique des produits chimiques que les chercheurs ne peuvent pas. Cela le conduit à la synthèse « biomimétique » : utiliser les principes de la nature pour améliorer la génération de biomolécules en laboratoire .
La gamme d'intérêts du groupe Baldwin comprend les mécanismes de réactions; la synthèse totale de produits naturels comme la trichoviridine, l'acide acromélique A, l'hypoglycine A et la lactacystine ; et la synthèse biomimétique de produits naturels tels que la (-)-xestospongine A. Baldwin a publié plus de 700 articles .
En 1975, il reçoit la médaille et le prix Corday Morgan, de la Chemical Society. En 1978, il est élu membre de la Royal Society . En 1984, il reçoit la médaille d'or Paul Karrer à l'université de Zurich et en 1987 la médaille Hugo Müller, Société royale de chimie  et le Prix Max Tishler, université Harvard . En 1993, il reçoit la Médaille Davy . En 1994, il est élu membre honoraire étranger de l'Académie américaine des arts et des sciences. En 1997, il est fait chevalier . En 1999, il reçoit la Médaille Leverhulme  et le Prix Nakanishi en 2002, ainsi que le Prix Paracelse en 2006 ,.

## Distinctions
- Knight Bachelor